# Микеил Нариашвили
Микеил Нариашвили (енгл. Mikheil Nariashvili; 25. мај 1990) професионални је рагбиста и репрезентативац Грузије, који тренутно игра за Монпеље (рагби јунион). Висок 186 цм, тежак 118 кг, игра у првој линији на позицији стуба. За Монпеље је до сада одиграо 81 меч, а за репрезентацију Грузије 32 тест меча.